# ドボイ地方

ドボイ地方
Добојска регија 
Dobojska regija 
Dobojska regija

ドボイ地方（ドボイちほう、セルビア語:Добојска регија 、ボスニア語:Dobojska regija 、クロアチア語:Dobojska regija ）はボスニア・ヘルツェゴビナ共和国の構成主体（エンティティ）のひとつであるスルプスカ共和国を構成する地方。主都はドボイ。

## 基礎自治体
1. ボサンスキ・ブロド（Bosanski Brod、旧称スルプスキ・ブロド、あるいは単にブロドとも）
2. デルヴェンタ（Derventa）
3. ドボイ（Doboj）
4. ドニ・ジャバル（Donji Žabar、旧称スルプスコ・オラシェ）
5. モドリチャ（Modriča）
6. ペラギチェヴォ（Pelagićevo）
7. ペトロヴォ（Petrovo）
8. シャマツ（Šamac）
9. ヴコサヴリェ（Vukosavlje）